# Pipreola
Pipreola là một chi chim trong họ Cotingidae.
Tất cả các loài đều có phạm vi phân bố giới hạn trong núi hoặc chân đồi rừng ẩm ướt ở miền tây hay miền bắc Nam Mỹ. Chúng có phần lưng chủ yếu là màu xanh lục. Chim trống của hầu hết các loài có đầu đen và màu đỏ, màu cam hoặc màu vàng ở cổ họng, ngực hay bụng

## Các loài
Chi này có 11 loài :
- Pipreola arcuata
- Pipreola aureopectus
- Pipreola chlorolepidota
- Pipreola formosa
- Pipreola frontalis
- Pipreola intermedia
- Pipreola jucunda
- Pipreola lubomirskii
- Pipreola pulchra
- Pipreola riefferii
- Pipreola whitelyi